# Vlažno područje
Vlažno područje je poseban ekosistem koji preplavljuje voda, bilo trajno ili sezonski, gde prevladavaju procesi bez kiseonika. Primarni faktor koji razlikuje močvarna područja od ostalih kopnenih oblika ili vodenih tela je karakteristična vegetacija vodenih biljaka, prilagođena jedinstvenom vodenom zemljištu. Vlažna područja imaju brojne funkcije, uključujući pročišćavanje vode, skladištenje vode, preradu ugljenika i drugih hranljivih materija, stabilizaciju obala i podršku biljaka i životinja. Vlažna područja se takođe smatraju biološki najraznovrsnijim od svih ekosistema, i služi kao dom širokom rasponu biljnog i životinjskog života. Da li neko pojedinačno močvarno područje obavlja ove funkcije i stupanj do kojeg ih obavlja, zavisi od karakteristika tog močvarnog područja i zemljišta i voda u blizini. Metode za brzu procenu ovih funkcija, ekološkog zdravlja močvarnih područja i opšteg stanja močvarnog područja razvijene su u mnogim regionima i doprinele su očuvanju vlažnih područja delimično podizanjem svesti javnosti o funkcijama i uslugama ekosistema koje neka vlažna područja pružaju.
Vlažna područja se prirodno javljaju na svakom kontinentu. Glavne vrste vlažnih područja su bara, močvara, tresava i dolinska močvara; podtipovi uključuju mangrovnu šumu, plavne livade, plavne šume i lugovi, tresetište, sezonske bare i mnoge druge. Mnoga tresetna područja su močvarna područja. Voda u močvarnim područjima je slatka, braktična ili slana. Vlažna područja mogu biti plimska (poplavljivana plimom) ili neplimska. Najveća močvarna područja obuhvataju sliv reke Amazon, Zapadnosibirska nizija, Pantanal u Južnoj Americi, i Sundarbans u delti Ganga-Bramaputre.
Procena milenijumskog ekosistema UN-a utvrdila je da je degradacija životne sredine izraženija u močvarnim sistemima od bilo kojeg drugog ekosistema na Zemlji.
Veštačka močvarna područja koriste se za obradu komunalnih i industrijskih otpadnih voda, kao i za odvod padavinskih voda. Ona takođe mogu igrati ulogu u urbanom dizajnu.

## Definicije
Područje zemljišta na kome se formiraju vodeni rezerovari nakon kišne oluje ne mora se nužno smatrati „močvarnim krajem”, iako je zemlja vlažna. Vlažna područja imaju jedinstvene karakteristike: ona se generalno razlikuju od ostalih vodnih tela ili zemljišnih oblika po osnovu njihovog vodostaja i tipa biljaka koje žive u njima. Specifično, močvarna područja su karakteristična po tome da imaju nivo vode koji stoji na ili blizu površine zemljišta tokom dužeg perioda svake godine da podrži vodene biljke.
Konkretnija definicija je zajednica sastavljena od vodenog tla i hidrofita.
Vlažna područja su takođe opisana kao ekotoni, koji su prelaz između suve zemlje i vodenih tela. Mič i Goselink su napisali da močvarna područja postoje „… na sučelju između istinskih kopnenih ekosistema i vodenih sistema, što ih čini inherentno različitim jednim od drugih, ali istovremeno veoma međusobno zavsisnim.”
Pri donošenju odluka o životnoj sredini postoje podskupovi definicija koje su dogovorno formulisane radi donošenje regulatornih i političkih odluka.

## Vlažna područja i klimatske promene
Vlažna područja vrše dve važne funkcije u pogledu klimatskih promena. Ona imaju ublažavajuće efekte zahvaljujući svojoj sposobnosti da potapanja ugljenika, pri čemu se pretvara staklenički gas (ugljen-dioksid) u čvrsti biljni materijal putem procesa fotosinteze, a takođe i kroz sposobnost skladištenja i regulacije vode. Vlažna područja na globalnom nivou skladište oko 44,6 miliona tona ugljenika. Posebno u slatinama i mangrovnim močvarama, prosečna količina sekvestracije ugljenika je 210 g CO2 m−2 y−1, dok tresetišta sekvestriraju oko 20–30 g CO2 m−2 y−1. Obalske močvare, poput tropskih mangrova i nekih umerenih slanih močvara, su poznate kao ponor za ugljenik koji inače doprinosi klimatskim promenama u njegovim gasovitim oblicima (ugljen dioksid i metan). Sposobnost mnogih plimskih močvarnih područja da skladište ugljenik i minimizuju protok metana iz plimnih sedimenata dovela je do sponzorstva inicijativa plavog ugljenika koje su namenjene unapređenju tih procesa.
Međutim, u zavisnosti od njihovih karakteristika, neka vlažna područja su značajan izvor emisije metana, a iz nekih se isto tako emituje azotni oksid koji je gas staklene bašte sa potencijalom globalnog zagrevanja 300 puta većim od ugljen dioksida i dominantna je supstanca koja oštećuje ozon, emitovana u 21. veku. Pokazano je da višak hranljivih sastojaka uglavnom iz antropogenih izvora značajno povećava tokove  iz močvarnog tla kroz procese denitrifikacije i nitrifikacije. Studija u interplimskom području slane močvare u Novoj Engleskoj pokazala je da višak nivoa hranljivih materija može povećati emisiju , i da ne uzrokuje sekvestraciju.

## Literatura
- Dorney, J.; R. Savage, P. Adamus, and R. Tiner, eds. (2018). Wetland and Stream Rapid Assessments: Development, Validation, and Application. Elsevier Science Publishers.  9780128050910.
- Mitsch, W. J.; J. G., Gosselink (2007). Wetlands (4th изд.). Hoboken, NJ: John Wiley & Sons.
- Brinson, M. (1993). A Hydrogeomorphic Classification of Wetlands.
- „1987 U.S. Army Corps of Engineers Wetland delineation manual” (PDF). Архивирано из оригинала (PDF) 01. 07. 2010. г. Приступљено 29. 10. 2019.
- Dugan, Patrick, ур. (1993). Wetlands in Danger. World Conservation Atlas Series.
- Terra Nuova East Africa. Wetlands in drylands.
- Fredrikson, Leigh H. (1983). Wetlands: A Vanishing Resource. Yearbook of Agriculture.
- Fraser, L. H.; P. A., Keddy, ур. (2005). The World's Largest Wetlands: Ecology and Conservation. Cambridge, UK: Cambridge University Press. ISBN 978-0-521-83404-9.
- Ghabo, A. A. (2007). Wetlands Characterization: Use by Local Communities and Role in Supporting Biodiversity in the Semiarid Ijara District, Kenya.
- Keddy, P. A. (2010). Wetland Ecology: Principles and Conservation (2nd изд.). Cambridge, UK: Cambridge University Press. Архивирано из оригинала 11. 04. 2013. г. Приступљено 29. 10. 2019.
- MacKenzie, W. H.; Moran, J. R. (2004). Wetlands of British Columbia: A Guide to Identification (PDF). Land Management Handbook 52. Ministry of Forests.
- Maltby, E.; Barker, T., ур. (2009). The Wetlands Handbook. Oxford: Wiley-Blackwell.
- Mitsch, W. J.; Gosselink, J. G.; Anderson, C. J.; Zhang, L. (2009). Wetland Ecosystems. Hoboken, NJ: John Wiley & Sons. ISBN 978-0-470-28630-2.
- Romanowski, N (2013). Living Waters. Melbourne, VIC: CSIRO Publishing. ISBN 978-0-643-10756-4.

## Spoljašnje veze
- „Wetlands International works to sustain and restore wetlands for people and biodiversity”. Wetlands International. Приступљено 21. 1. 2014.